# Lisu (språk)
Lisu är ett sinotibetanskt språk som talas i ett vidspritt område som omfattar södra Kina, norra Myanmar, Thailand och ett mindre område i Indien. Språket talas av minoritetsfolket lisu och har inte något traditionellt skriftspråk. 
Lisu tillhör de centrala yipho-språken i den tibetoburmanska språkgruppen, och kan indelas i tre dialekter: nordlig, central och sydlig lisu. Ethnologue räknar lipo som en variant av lisu.
Den kristne missionären James O. Fraser utvecklade tidigt under 1900-talet en latinskbaserad skrift, den så kallade Fraser-skriften, vilken är baserad på nordlig lisu. I denna skrift används versala latinska bokstäver - rätt- och felvända - för att representera segmentella - vokaler och konsonanter - och interpunktionstecken för att representera suprasegmentala - toner och nasalisering - fonem. I Kina har det för lisu som för de flesta andra erkända skriftlösa minoritetsspråk tagits fram en ortografi, baserad på de grundprinciper som används för pinyin. I dessa ortografier representeras tonade konsonanter av en dubbelskriven tonande konsonant (bb), medan en enkel tonande konsonant (b) representerar en tonlös oaspirerad konsonant. En tonlös aspirerad konsonant [p) skrivs med tonlös konsonant.

## Grammatik
Lisu är ett SOV-språk, precis som majoriteten av yipho-språken, det vill säga att verbet placeras sist av satsens huvudkomponenter. Ordböjning förekommer i princip inte, utan morfologisk information ges med hjälp av olika typer av partiklar. Dessa partiklar placeras vanligen efter det ord som de hör ihop med. Ett räkneord kan inte bestämma ett substantiv utan hjälp av ett klassmärke.